# Saint-Pierre-de-Fursac
Saint-Pierre-de-Fursac (Furçac en occitan marchois, prononcé Fursà) est une ancienne commune française située dans le département de la Creuse et la région Nouvelle-Aquitaine.
Saint-Pierre-de-Fursac et Saint-Étienne-de-Fursac sont des communes jumelles. En effet, leurs chefs-lieux, autrefois nettement séparés par un bras de la Gartempe[réf. nécessaire], sont aujourd'hui réunis pour ne former qu'un bourg après que le bras fut comblé. Pour les habitants des deux communes, il ne s'agit ni de Saint-Pierre, ni de Saint-Étienne, mais de Fursac.
Les deux églises ne sont distantes que d'environ 200 mètres et le même bâtiment accueille les deux mairies reliées par la salle des fêtes, l'horloge extérieure marquant la limite entre les deux communes.

## Géographie

### Localisation
Cette ancienne commune est limitrophe du département de la Haute-Vienne.
Le territoire communal est arrosé par la rivière Gartempe. La vallée de la Gartempe en amont de Fursac est un site inscrit sur 17 hectares depuis le 24 avril 1987.

### Communes limitrophes
| Saint-Maurice-la-Souterraine | La Souterraine         | Saint-Priest-la-Feuille          |
| Fromental (Haute-Vienne)     | Saint-Pierre-de-Fursac |                                  |
| Folles (Haute-Vienne)        |                        | Saint-Étienne-de-Fursac (Fursac) |

## Toponymie
Durant la Révolution, la commune porte, de nivôse de l'an II à vendémiaire de l'an V, le nom de Le Haut-Fursac.

## Histoire
Au Moyen Âge, les deux paroisses étaient rattachées à des entités politiques différentes ; Saint-Étienne était anglaise et Saint-Pierre était française. Ce n'est qu'en 1527 que les deux communes furent rattachées au royaume de France.
À la Révolution française la commune de Chabannes fut démembrée et une partie de son territoire intégré à Saint-Pierre-de-Fursac. Le château féodal appartenant à la seigneurie de Chabannes-Guerguy a été vendu comme Bien National à cette époque, il fut ainsi rapidement détruit.
XIXe siècle : depuis le Moyen Âge, comme dans toutes les communes du département, beaucoup d'hommes partaient tous les ans dans les grandes villes sur les chantiers du bâtiment pour se faire embaucher comme maçon, charpentier, couvreur... C'est ainsi que les maçons de la Creuse devinrent bâtisseurs de cathédrales, en 1624, ils construisirent la digue de La Rochelle, au XIXe siècle, ils participèrent à la construction du Paris du baron Haussmann. Initialement temporaire de mars à novembre, l'émigration devint définitive : ainsi la Creuse a perdu la moitié de sa population entre 1850 et 1950. On retrouve dans le livre de Martin Nadaud Mémoires de Léonard, la description de cet exode qui marqua si fortement les modes de vie.
Pour Saint-Pierre-de-Fursac en 1847, la commune comptait 1 499 habitants et 157 migrants soit 10,5 % de la population. Parmi ces 157 migrants, 150 étaient maçons et 2 tailleurs de pierre.

## Politique et administration

### Circonscription
Saint-Pierre-de-Fursac appartenait à la 1re circonscription composée des cantons de Bénévent-l'Abbaye, Bonnat, Bourganeuf, Dun-le-Palestel, Le Grand-Bourg, Guéret-Nord, Guéret-Sud-Est, Guéret-Sud-Ouest, Saint-Vaury et La Souterraine jusqu'aux élections de juin 2012.
Depuis le redécoupage des circonscriptions législatives françaises de 2010, la Creuse ne comporte plus qu'une seule circonscription.
Lors des élections législatives françaises de 2012, Michel Vergnier qui était le député (PS) de la 1re circonscription depuis 1997 a été élu député de la Creuse face à Jean Auclair qui était le député (UMP) de la deuxième circonscription.
Les conseillers départementaux du canton de Le Grand-Bourg sont Annie Chamberaud et Bertrand Labar  (DVD) depuis 2015

### Communauté de communes de Bénévent-Grand-Bourg
La communauté de communes de Bénévent-Grand-Bourg est une structure intercommunale. Elle regroupe 17 communes : Arrènes, Augères, Aulon, Azat-Châtenet, Bénévent-l'Abbaye, Ceyroux, Chamborand, Châtelus-le-Marcheix, Fleurat, Le Grand-Bourg, Lizières, Marsac, Mourioux-Vieilleville, Saint-Étienne-de-Fursac, Saint-Goussaud, Saint-Pierre-de-Fursac et Saint-Priest-la-Plaine.

### Liste des maires
| Période | Période | Identité         | Étiquette | Qualité      |
| ------- | ------- | ---------------- | --------- | ------------ |
| 1790    | 1793    | François Ringuet |           | cultivateur  |
| 1793    | 1795    | André Savy       |           |              |
| 1795    | 1799    | François Bayle   |           | cultivateur  |
| 1799    | 1814    | Jean Renard      |           | tisserand    |
| 1814    | 1815    | Joseph Savy      |           |              |
| 1815    | 1831    | André Rogues     |           |              |
| 1831    | 1848    | Philippe Touraud |           | entrepreneur |
| 1848    | 1855    | Théodore Busson  |           |              |
| 1855    | 1865    | Emile Savy       |           |              |
| 1865    | 1870    | Pierre Sallet    |           | commerçant   |
| 1870    | 1871    | Jean Grosset     |           | entrepreneur |
| 1871    | 1878    | Fiacre Fedon     |           | cultivateur  |
| 1878    | 1878    | Jacques Barret   |           |              |
| 1878    | 1890    | Jules Gros       |           | retraité     |

| Période   | Période   | Identité            | Étiquette     | Qualité         |
| --------- | --------- | ------------------- | ------------- | --------------- |
| 1890      | 1892      | Pierre Dumain       |               | cultivateur     |
| 1892      | 1904      | Jacques Barret      |               |                 |
| 1904      | 1907      | Etienne Lacôte      |               | entrepreneur    |
| 1907      | 1919      | Elie Leblanc        |               | commerçant      |
| 1919      | 1925      | Henri Pimpaud       |               | notaire         |
| 1925      | 1928      | Eugène Barret       |               | retraité        |
| 1928      | 1935      | Auguste Dumas       |               | cultivateur     |
| 1935      | 1935      | Eugène Barret       |               | retraité        |
| 1935      | 1945      | Mathurin Passetemps |               | cultivateur     |
| 1945      | mars 1959 | Gustave Roby        |               | menuisier       |
| mars 1959 | mars 1983 | Marc Geoffre        | PCF           | menuisier       |
| mars 1983 | mars 2001 | Gaston Peyretout    | Apparenté PCF | Facteur         |
| mars 2001 | en cours  | Thierry Dufour      | DVG           | Agent technique |

#### Élections municipales 2008
Lors des élections municipales du 9 mars 2008 une seule liste s'est présentée au suffrage des électeurs. Les 15 sièges de conseillers municipaux ont été pourvus dès le 1er tour avec les résultats et statistiques suivants :
| Élu(e)s          | Voix | Élu(e)s              | Voix |
| ---------------- | ---- | -------------------- | ---- |
| METTOUX Robert   | 455  | DUBOIS Catherine     | 425  |
| RENAUD Lynette   | 448  | LE CALOCH François   | 424  |
| TESSIER Nadine   | 447  | CLAVERIE André       | 412  |
| CHARAMOND Lucile | 443  | VIOLET Ghyslaine     | 412  |
| CLAVE Claude     | 442  | DUFOUR THierry       | 411  |
| FALCK Michel     | 437  | CAMPORESI Christophe | 411  |
| BORAMIER Simone  | 433  | CARIAT Jacky         | 408  |
| BAILLY Joël      | 428  |                      |      |

|                | Nombre | % inscrits | % votants |
| Inscrits       | 720    | 100        | -         |
| Abstentions    | 184    | 25,56      | -         |
| Votants        | 536    | 74,44      | 100       |
| Blancs ou nuls | 23     | 3,19       | 4,29      |
| Exprimés       | 513    | 71,25      | 95,71     |

## Démographie
L'évolution du nombre d'habitants est connue à travers les recensements de la population effectués dans la commune depuis 1793. À partir du 1er janvier 2009, les populations légales des communes sont publiées annuellement dans le cadre d'un recensement qui repose désormais sur une collecte d'information annuelle, concernant successivement tous les territoires communaux au cours d'une période de cinq ans. 
Pour les communes de moins de 10 000 habitants, une enquête de recensement portant sur toute la population est réalisée tous les cinq ans, les populations légales des années intermédiaires étant quant à elles estimées par interpolation ou extrapolation. Pour la commune, le premier recensement exhaustif entrant dans le cadre du nouveau dispositif a été réalisé en 2007,.
En 2014, la commune comptait 756 habitants, en évolution de −6,32 % par rapport à 2009 (Creuse : −2,43 %, France hors Mayotte : +2,49 %).
| 1793  | 1800  | 1806  | 1821  | 1831  | 1836  | 1841  | 1846  | 1851  |
| ----- | ----- | ----- | ----- | ----- | ----- | ----- | ----- | ----- |
| 1 142 | 1 100 | 1 275 | 1 333 | 1 337 | 1 496 | 1 389 | 1 479 | 1 508 |

| 1856  | 1861  | 1866  | 1872  | 1876  | 1881  | 1886  | 1891  | 1896  |
| ----- | ----- | ----- | ----- | ----- | ----- | ----- | ----- | ----- |
| 1 501 | 1 483 | 1 475 | 1 531 | 1 515 | 1 665 | 1 644 | 1 633 | 1 608 |

| 1901  | 1906  | 1911  | 1921  | 1926  | 1931  | 1936  | 1946  | 1954  |
| ----- | ----- | ----- | ----- | ----- | ----- | ----- | ----- | ----- |
| 1 624 | 1 624 | 1 574 | 1 356 | 1 319 | 1 283 | 1 272 | 1 216 | 1 056 |

| 1962  | 1968  | 1975 | 1982 | 1990 | 1999 | 2007 | 2012 | 2014 |
| ----- | ----- | ---- | ---- | ---- | ---- | ---- | ---- | ---- |
| 1 058 | 1 019 | 872  | 817  | 805  | 787  | 810  | 776  | 756  |

## Lieux et monuments
- Église Saint-Pierre classée au titre des monuments historiques par arrêté du 12 avril 1939[12].
- Le parc de Tancognaguet est un parc privé d'une superficie de 7 ha présentant de nombreux arbres dont des Séquoias géants. Ouvert uniquement en juillet et août, il est plus ou moins à l'abandon.
- Le monument aux morts est constitué d'une colonne sur laquelle est érigée une sculpture d'un poilu en bronze. Il est inscrit sur le monument les noms des 19 habitants disparus pendant la Première Guerre mondiale[13].

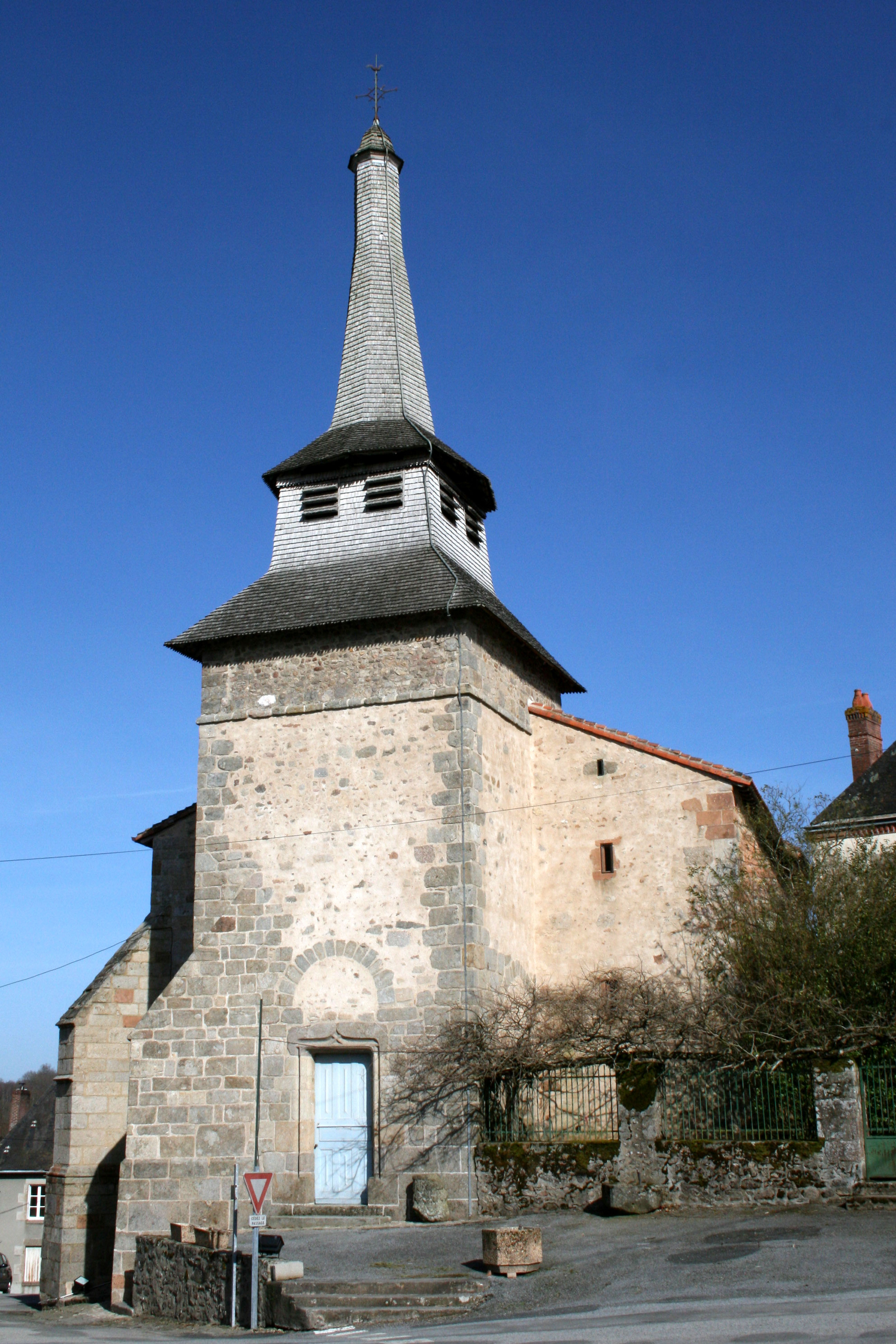
Église Saint-Pierre.

## Personnalités liées à la commune
- Adémar de Chabannes ou Adémar (v. 989-1034), fut un moine et un chroniqueur français du Moyen Âge.
- Félix Chevrier (1884-1962) a été le Secrétaire Général de l'Œuvre de Secours aux Enfants (O.S.E.), association à l'origine de la création  des "maisons" de l'O.S.E. en Creuse, puis il a été "Administrateur Général des colonies d'enfants, internats et pouponnières, chargé des rapports avec les autorités administratives et directeur de la colonie de Chabannes" à Saint-Pierre-de-Fursac. Félix Chevrier est considéré comme un Juste parmi les nations[14] depuis 1999.